# Grafton, Oxfordshire
Grafton är en by i civil parish Grafton and Radcot, i distriktet West Oxfordshire, i grevskapet Oxfordshire, i England. Byn är belägen 12 km från Witney. Grafton var en civil parish 1866–1932 när blev den en del av Grafton & Radcot. Civil parish hade 54 invånare år 1931. Byn nämndes i Domedagsboken (Domesday Book) år 1086, och kallades då Graptone.